# NonSectionBlue
NonSectionBlue （ノンセクションブルー） は日本のヴィジュアル系ロックバンド。
バンド名由来はnonsect（無宗教派）とblue（青）を掛け合わせた造語。バンド名のクレジットに（無類青）と表記される場合もある。N.S.Bまたはノンセクとの愛称も表記される。

## 概要
2002年に結成。2012年に結成10周年目黒鹿鳴館ワンマンライブにて活動休止。2022年20周年を迎えインターネット配信音源限定復活宣言。2023年再始動。

### 原点
- プログレッシブ・ロック,ハードロック,エモーショナルロック、ヴィジュアル系ロック

## メンバー
裕司(Vocal)  元nonsect
- 5月20日生、A型。香川県出身
- NonSectionBlueの全ての楽曲の作詞を担当。
- 現在は生配信サイトやYouTubeで活動。バンドの創設者である。
- 初期の頃から紫蘇焼酎『鍛高譚』を好んでおりまた画家である鶴田一郎氏の作品やガンダム、マクロスシリーズ等のアニメも好んでいると現在も度々SNS等で紹介している。
- 初期は遊、裕、と名乗り東京進出を期に本名である裕司を名乗っている。

しんすけ(Guitar)  元Eternal stare
- 7月31日生、B型。東京都出身
- NonSectionBlueの東京進出からの全ての作曲を担当。
- 裕司の東京進出を誘ったのもしんすけである。
- 初期はSinと名乗っていた。現在はプライベートの理由で音源のみ参加。

加藤くん(Bass)
- 5月20日生、O型。東京都出身
- ミニアルバム「Blue Butterfly」まではギター担当だったが、以降はベース担当に転向。
- バンド参加当初は、金次郎くんと名乗っていた。
- ライブ中や撮影などでカボチャの仮面を被り『かぼちゃマン』と名乗り独特のコスチュームで客席に飛び降り客を煽り聴き取れないほどの滑舌と暴言で挨拶、稀有に奇声を発するパフォーマンスで人気を博しバンドのキャラクターグッズになり2006年以降のバンド活動には無くてはならない存在になった。
- 裕司の公式YouTubeや生配信などにたまに出演していたが、現在は音源のみの参加。

HISAKI(Manipulaor/Bass)
- 2007年-2008年　2023年復帰。不明、O型、北海道出身。
- N.S.Bには珍しい女型でカワイイキャラで活動。
- ミニアルバム「Blue Butterfly」のレコーディング直後に脱退。
- 一時、脱退後は『弾いてみました』等の配信などで活動。

## 過去メンバー
2001年-2003年
inagaki(Guitar) はぐれメタル
- B型、香川出身
- 香川時代の初期メンバー
- 超高速速弾きなどで地元のシーンで話題になる程のテクニックの持ち主で香川時代のNonSectionBlueを支えた。
- 地元に残りたいという本人の意思で2003年脱退。
- 自身の速弾きなどの映像をメッセージを加え裕司の上京する際のラストライブを撮影した。デジタルビデオカメラの最後に納め 「東京で辛くなったら観てください」と伝え、上京してその映像を観た裕司が独り号泣したと裕司が生配信で語っている。

KENZO(Bass)
- A型、愛媛出身
- 香川時代のベース担当
- 実家が寺の住職であり家業を継ぐ為に2003年に脱退。
- 自身がバーテンダー経験もあり香川ラストライブのメンバー最後の夜に皆に自作カクテルを振る舞い別れを告げた。

2003年-2004年
尊也(Guitar)
- A型、秋田出身
- 耽美な美形の持ち主で赤髪。バンド脱退後はモデル業、趣味でドラムなどを楽しんでいた。

2005年-2006年
仮面13 (Iitaka、まちゃ様)
- 血液型・出身不明、毒々モンスター他。
- ギタリスト兼サウンドエンジニア、プロデューサーとして、数多くのアーティストの作品やコンサートメイクに携わる中、旧知の仲であった裕司に誘われNonSectionBlueのギター、仮面13として参加する。白い仮面を被り独特な存在感で奇抜なパフォーマンスと、テクニカルなプレイで好評を博する。NonSectionBlue脱退後も同バンドのデモ音源やアルバム等のレコーディングやミックスダウンなどを手がける。その後、毒々モンスター他、いくつかのバンドで精力的に活動後、自己の音楽活動を一旦休止。サウンドエンジニア業に専念し2018年 株式会社3NIL SONND DESIGNを設立。同社代表取締役兼チーフサウンドデザイナーとして活動する傍、音響専門学校の講師も務め、後任の育成にも力を入れている。
- 裕司曰く「年齢は2つ下だが、知り合った若い頃は、良く一緒に呑んでいて、80.90sのロッカーを地でいくような奴だったけど、音楽に対しては非常に真面目で繊細でメリハリのある所で、意気投合した」と後に語っている。現在も親交がある。

2005年-2006年
芽羅(Bass)
- AB型、大阪府出身

2006年-2007年
影千代、田波真吾(Bass)
- O型、島根出身
- 当時ヴィジュアル系には珍しいスラップ奏法でサウンドのリズム隊を支えた。
- NonSectionBlue脱退後はsugar、GOTCHAROCKAで活動後に矢沢永吉のバンドZ'sにて活動中。脱退後も何度か真吾名義でサポートで参加。

2008年-2009年
煙MAKI(Bass)AB型、東京出身
- Blue butterflyのMVや目黒鹿鳴館ワンマンライブなどに参加

## 他サポートメンバー
- 2004-
  - 尊師きゃ昴(drums)東京都出身　A型
- 2004-2005
  - ジャスティス達也(Bass)東京都出身
- 2008-
  - co-z (drums) exSMOKY FLAVOR、exBADGE-X他　ミニアルバムBlue butterfly収録、ライブ等に参加
- 2007
  - 魅咲-misaki- (Bass) SMOKY FLAVOR
- 2010-
  - むらい(drums)
- 2011
  - 豪(Bass)ex Bang-Doll
  - 翼(guitar) SMOKY FLAVOR 、Different Act
- 2012
  - MASATO(drums) FANTOM、GOOFYSTYLE
  - Blue butterflyのMV、10周年ワンマンライブ等に参加

他数名

## 活動遍歴
2001年、地元香川のいわゆる不良仲間とnonsectというバンドで活動していた裕司が、さらなるバンドを追求すべく地元中学の後輩であるinagakiと愛媛松山でメンバーを探していたKENZOを迎え2001年香川にてNonSectionBlueを結成。ライブハウス高松イマジンや松山サロンキティ等でバンド活動を行う。「長い物に巻かれない」を信念に一切のレーベル等のイベントに参加せずに自主制作、自主イベント等を精力的に行う。
2002年の香川時代は初期のX JAPANやAIONなどの影響もありヴィジュアル系でありながらスラッシュメタルやジャーマンメタル的な楽曲の傾向があり「当時人気のDIR EN GREYやPIERROTの路線または、ソフトヴィジュアル系と呼ばれていたJanne Da ArcやD-SHADEなどの路線のバンドがどこのライブハウスにも多かったので、敢えてうちは、ヘッドバンギング路線で楽曲を作った。inagakiの速弾きのテクニックもどんどん出して行きたかった」と後に裕司が述懐。
2003年に高田馬場エリア等を拠点に活動していたEternal stare（解散）のギタリスト、しんすけに誘われ裕司が単身上京し活動拠点を東京に移す。inagaki、KENZO脱退。2月、しんすけ加入。しんすけの紹介で隆也が加入、サポートメンバーにきゃ昴、ジャスティスを迎え11月に目黒ライブステーションにて関東初ライブを行う。それ以降、目黒鹿鳴館、池袋サイバー高田馬場エリア、浦和ナルシス、などで定期的にライブ活動を行う。
2004年、この時期のバンドサウンドはキャッチーなメロディー重視のしんすけの音楽性に裕司の攻撃的なデスヴォイスなど加えLUNA SEA、SIAM SHADEの様な疾走感かつキャッチーな楽曲を制作していた。何度か【無類青モード】と名称していわゆる王道のヴィジュアル系衣装ではなくカジュアルな衣装でライブを行う時もあった。ヘアスタイルも裕司が青髪/金髪、しんすけが金髪、尊也が赤髪と派手なヘアカラーにしていた。
6月30日、高円寺2万ボルトにて先輩バンドであるSMOKY FLAVORのVo・YOSHITAKA主催の3マンライブに参加。出演：SMOKY FLAVOR、NonSectionBlue、Deuorl。同日オムニバスCDにも参加（収録曲：Bunny drug「義母なる海」Deuorl「砂時計」Non SectionBlue「豺虎」SMOKY FLAVOR「crow」）。
8月、音楽の方向性や裕司の諸事情など様々な理由が重なり同月3日、目黒鹿鳴館のライブ終了後に約1年の活動休止期間に入り、同日ギター尊也が脱退。
2005年、ベーシストに煙MAKIが加入。【現代にはびこる悪を倒す為に立ち上がった現代忍】として新たなコンセプトでNonSectionBlue【現代忍編】として新たに活動を開始する。月2、3本ペースでライブ活動を行う。目黒鹿鳴館を本拠地と呼ぶ程の本数のライブ活動を行った。9月29日、目黒ライブステーションにて復活ライブを行う。活動休止前のファンは離れたが、『いわゆるキワモノ扱いされたが、もう一度一からスタートということで非常に楽しかった』と後に裕司が当時のブログ等で語っている。結成当初からの信念『長い物に巻かれない』を貫き全てセルフプロデュースでの活動を続けた。衣装等も忍者をモチーフにした個性な衣装に加えライブパフォーマンス等にも独特の世界観を表現した。この時期にゴールデンボンバーらと対バンを何度か行っている。同年、上京時から親交のあるiitakaを裕司が誘いギタリスト仮面13として加入（以下、メンバー構成：Vo 裕司、Gt しんすけ・仮面13、B  煙MAKI、サポートDr きゃ昴）。
2006年、ライブバンドとして活動を続行。4月、煙MAKIがプライベートを理由に脱退、後任に影千代が参加。10月24日、目黒鹿鳴館にて【さよなら仮面13】ライブにて仮面13脱退、同日後任として金次郎くん（後に加藤くんに改名）が加入。影千代脱退（2007年に数回サポートで復帰）。後任に芽羅が加入。
2007年、前年に続きライブ活動をメインに活動。1月22日HOLIDAY SHINJUKUのライブで楽曲制作期間および【現代忍編】を終了し、活動休止発表。芽羅が脱退。サポートメンバーに魅咲-misaki- (Bass) SMOKY FLAVOR、co-z (drums) exSMOKY FLAVOR、exBADGE-X他を迎えて6月18日HOLIDAY SHINJUKUにて活動再開。月2、3本ペースでライブ活動を精力的行う。11月25日には、業界の先輩にあたるSMOKY FLAVORのYOSHITAKAの提案で原宿にて初の路上ゲリラライブを決行。活動再開後の楽曲の特徴としては、NonSectionBlueサウンドの王道であるメロディアスな楽曲に7弦ギター、5弦ベースなども使うようになり衣装等もカジュアルな傾向にかわりロック色が前に出る様になる。更に、金次郎くんが加藤くんに改名しライブ後半にハロウィンのカボチャの様な仮面をかぶり【正義か悪か謎のカボチャマン】というキャラクターに扮してパフォーマンスを行った。カボチャマンのイラスト入りのバッヂ、Tシャツ等グッズ販売も開始した。同年自主レーベルBlueCatRecordを設立。
2008年、月2、3本の割合で目黒鹿鳴館、池袋サイバー、ホリデー新宿、浦和ナルシス、大塚レッドゾーン等で精力的にライブ活動を行う。1月18日名古屋ミュージックファームにてライブ、 1月23日、2月23日、3月27日、4月25日、5月19日に、L@n赤坂にてテレビ埼玉系の音楽番組【おーでぃえんすぶい】の映像出演、ラジオ湘南に収録出演。音楽雑誌Cureに掲載されるなどメディアにも露出する機会が増加。同年5月4日には、裕司が10代の頃から尊敬している坂本英三のソロバンドと横浜アリーナサウンドホールにて共演。ライブ後には坂本からボーカリストの心得など直接指導を受け『感無量な時間だった』と後に裕司が配信サイト・ブログ等で語っている。
2009年1月ベースHISAKI加入、待望のミニアルバムを完成させライブ活動を行う。MV「Blue butterfly」「俊彦さんの悲劇」を撮影。インターネット放送【無類青TV】YouTubeにて公開。7月まで活動を行なっていたが、素行問題等で本人の申し出によりHISAKIが脱退。8月26日、12月28日の二度、目黒鹿鳴館にてワンマンライブを決行。なお音楽雑誌Cure主催イベント参加や雑誌掲載などに加えNonSectionBlue主催イベントなど同年も精力的に活動を行った。
2010年、加藤くんがギター担当からベース担当に転向。9月27日 目黒鹿鳴館にて主催イベント開催、雑誌Cureに掲載された。
2011年、サポートメンバーに翼(SMOKY FLAVOR Different Act)参加、音楽雑誌Cure掲載。
3月11日の東日本大震災の影響を受け首都圏の電力不足を配慮し5月半ばまで全ての関東でのライブ等の活動を中止。4月26日、裕司の地元香川県のライブハウスRAIZINにて NonSectionBlue &FreeNood主催 東北地方太平洋沖地震支援チャリティーイベントを開催。
5月21日 浦和ナルシスにて NonSectionBlue &HISAKI主催 東北地方太平洋沖地震支援チャリティーイベントを開催。6月27日 目黒鹿鳴館にてNonSectionBlue主催 東北地方太平洋沖地震支援チャリティーイベントを開催。7月26日 目黒鹿鳴館にてNonSectionBlue&HISAKI主催 東北地方太平洋沖地震支援ワンコインチャリティーイベントを開催。8月23日 目黒鹿鳴館にてNonSectionBlue主催 東北地方太平洋沖地震支援チャリティー3マン イベントを開催。出演：NonSectionBlue、毒々モンスター、JyuLie。10月17日 目黒鹿鳴館にてNonSectionBlueワンマンライブ東北地方太平洋沖地震支援無料チャリティーイベントを開催。10月30日、裕司の地元香川県のライブハウスRAIZINにて NonSectionBlue &FreeNood主催 東北地方太平洋沖地震支援チャリティーイベントを開催。12月20日 目黒鹿鳴館にてNonSectionBlue&HISAKI主催 東北地方太平洋沖地震支援チャリティーイベントを開催。その他、大阪心斎橋club ALIVEや池袋サイバーなど募金箱を設置するなど支援チャリティーライブに参加した。
2012年、メンバー内での個人的な事情で、今後の方針を話し合い同年4月9日の目黒鹿鳴館にて結成10周年記念ワンマンライブにて無期限の活動休止を発表した。
2021年、結成20周年を記念して新曲制作と新規で裕司がYouTubeチャンネルを開設。コロナ禍もあり延期になっているが、制作は進んでいると発表した。

## インターネット出演
- 2006年、ゴシックアーティスト　城戸太郎のインターネット放送【トゲトゲトカゲー】・【無類青TV】を開始（現在はサイトが閉鎖）、【無類青TV】vol.5からはYouTubeに移行
- 2021年より裕司が【裕司チャンネル】をYouTubeでスタート

## テレビ出演
- テレビ埼玉音楽番組　【おーでぃえんすぶい】
  - 2008年3月27日　4月25日

　　2009年9月27日

## ラジオ出演
2008年4月20日　ラジオ湘南

## ディスコグラフィー
2002年4月、1st会場限定デモCDR【immoral】発売
収録曲
1. immoral
2. 時間が見えなくなる程静かな時間
3. 愁傷の鏡

2002年8月、2st会場限定+通販ありデモCDR【Blue djavu】発売
収録曲
1. Blue djavu
2. イナガキの唄
3. ピーシフルレター
4. immoral（LIVE収録）
5. 時間が見えなくなる程静かな時間（LIVE収録）
6. メンバーSpecial Voice

2002年9月、香川ラストライブVHS【無類青】
2004年2月、会場限定（一部通販）【disordered cat】発売
収録曲
1. disordered cat
2. fly high
3. 豺虎

映像頒布
1. 約束の蒼い薔薇
2. リアリティー

2004年6月、3マン限定オムニバスCDに【豺虎】収録、などがある。
2006年1月、会場限定（一部通販）【YAKARA】発売
収録曲
1. YAKARA（旧バージョン）
2. Placebo
3. 走馬灯（旧バージョン）

当時のライブの定番曲「日本純情行進曲」「愛@忍」「神風リアリティー」の音源化が実現できなかったのは、ライブ映像等をDVD-R、配信サイト等（現在、サイトは閉鎖）で観てもらうことに重点に置いたためと、同時期はメンバーの加入・脱退が激しかったため。
2007年8月、【日本純情行進曲】DVD発売（会場限定・一部全国流通）
2009年、全国流通にてミニアルバム【Blue butterfly】を発売
収録曲
1. Blue butterfly
2. YAKARA
3. 俊彦さんの悲劇
4. 走馬灯
5. はんまぁぶろす